# SP-318
A SP-318 é uma rodovia radial do estado de São Paulo, administrada pela concessionária Autovias.

## Denominações
Recebe as seguintes denominações em seu trajeto:
Nome: Thales de Lorena Peixoto Junior, Engenheiro, Rodovia
- De - até: SP-310 (São Carlos) - SP-255 (Rodovia Antonio Machado Sant'Anna)
- Legislação: LEI 6.824 DE 05/04/90

## Descrição
Também conhecida como Rodovia São Carlos-Ribeirão Preto, tem uma extensão de 44,6 quilômetros, possuindo pista única com terceira faixa no trecho entre São Carlos e a (SP-255).
A rodovia começa na Rodovia Washington Luís (SP-310) em São Carlos, e continua em sua maior parte dentro do mesmo município, também corta ao norte os municípios de Américo Brasiliense, Santa Lúcia e Rincão, onde termina na SP-255.
Principais pontos de passagem: SP 310 (São Carlos) - SP 255

## Características

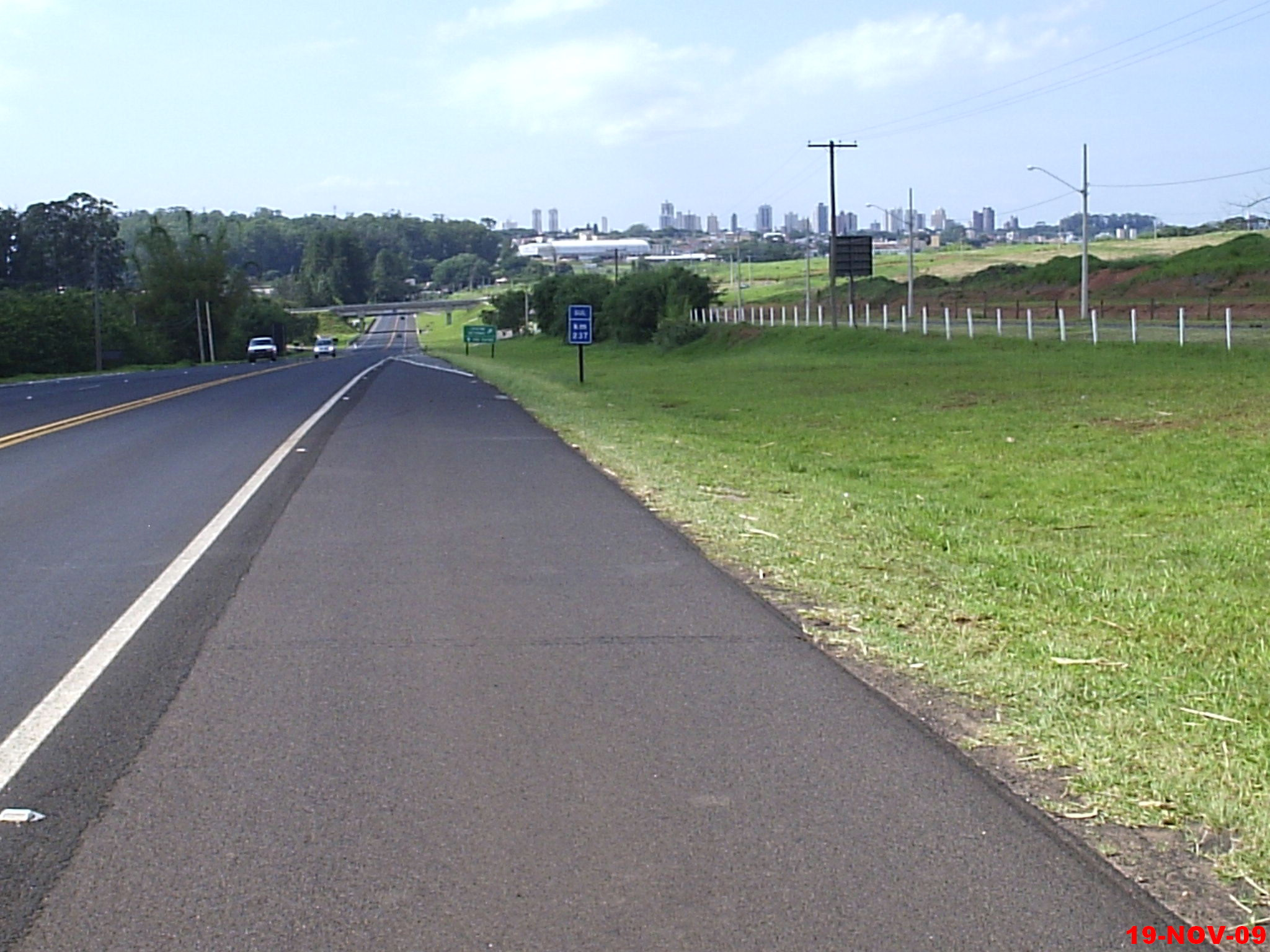
Trecho da SP-318 na chegada a São Carlos (km 237 sentido sul).

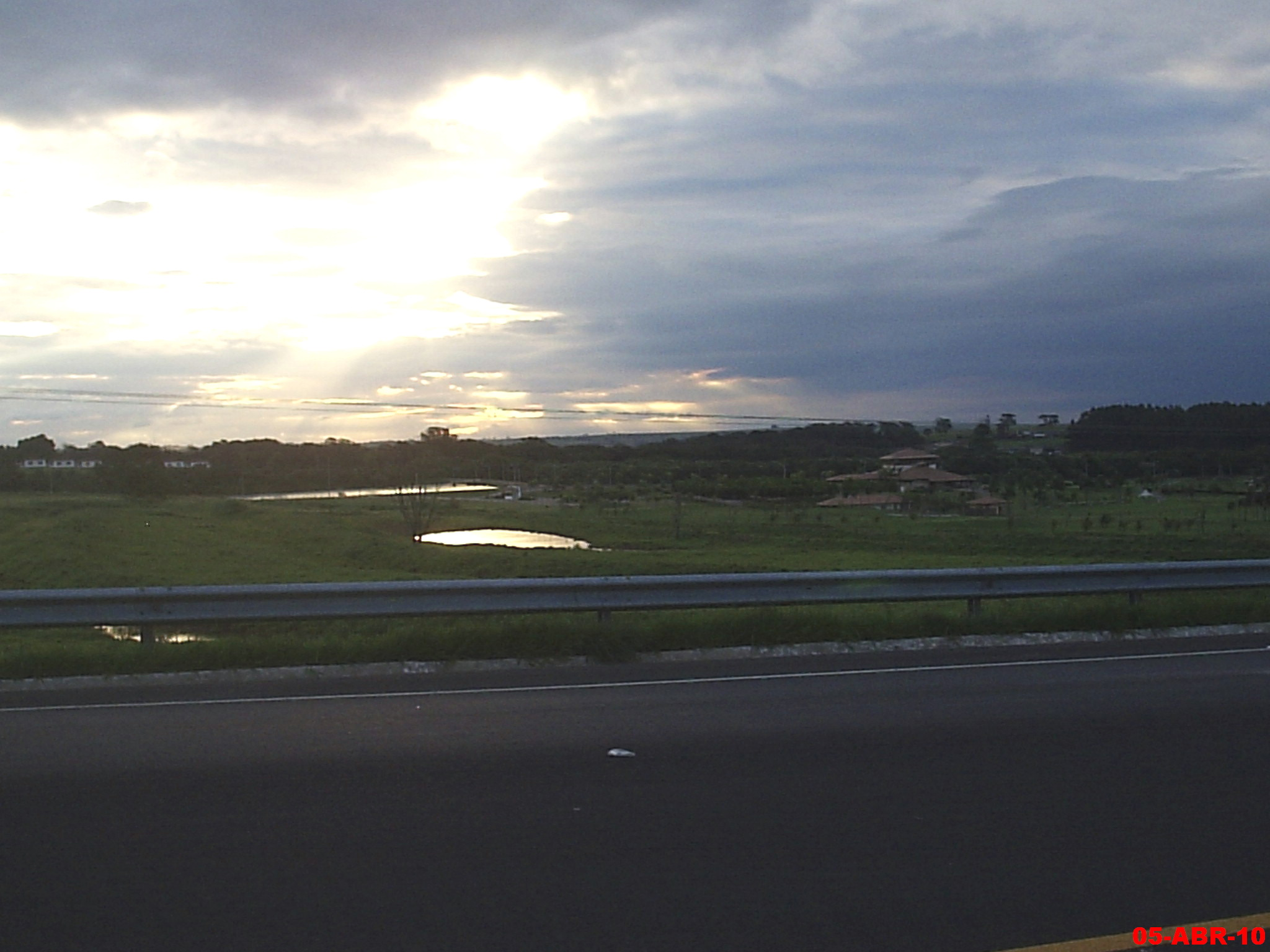
Trecho da SP-318 em São Carlos.

### Descrição do percurso
- km 235,700 - Trevo entroncamento com Rodovia Washington Luís
- km 236,000 - São Carlos S/A Industria de Papel e Embalagens
- km 236,500 - Trevo para UFSCar
- km 236,500 - Trevo para Tecumseh e bairros
- km 237,700 - Parque eco-esportivo Damha e Residenciais Damha
- km 237,700 - Damha Golf Club
- km 241,500 - Radar sentido norte
- km 241,700 -  Acesso ao Varjão
- km 241,900 - Radar sentido sul
- km 243 - Acesso ao residencial Valparaíso
- km 244 - Haras Girassol
- km 245 - Radar sentido sul
- km 245,500 - Acesso aos distritos de Água Vermelha e Santa Eudóxia
- km 245,500 - Parque São Miguel (eventos)
- km 245,500 - Condomínio Logístico São Carlos
- km 247,500 - Aeroporto de São Carlos
- km 249 - Museu TAM
- km 249 - LATAM e LATAM MRO
- km 250 - APP da LATAM
- km 250,300 - Fazenda Macaúbas
- km 254 - Pedágio São Carlos
- km 254,500 - Fazenda Álamo e Aeroporto da Álamo
- km 255 - Fazenda Mina
- km 259 - Fazenda Pixoxó e Aeroporto da Pixoxó
- km 261 - Acesso ao bairro Aporá de São Fernando e Fazenda Santa Fé
- km 265 - Acesso para o Clube de Campo Pedrinhas
- km 267,800 - Balança
- km 269 - Trevo para Cabaceiras e para SP-255
- km 277,800 - Trevo de acesso ao distrito de Taquaral[4]
- km 280 - acesso ao Auto Posto Joval (bidirecional)
- km 280 - Trevo entroncamento com a Rodovia Antônio Machado Sant'Anna (SP-255)

### Concessionárias
Atualmente é administrada sob concessão da empresa privada Autovias e apresenta um pedágio ao longo do trecho.

### Duplicação
Esta rodovia terá todo seu trecho duplicado, conforme anunciado no dia 13 de abril de 2013 pelo governador do Estado de São Paulo. Em 2017, foi inaugurado um trecho da duplicação da rodovia. Em 2019, ficou definido a ampliação da duplicação para toda a rodovia que começará pelo acesso ao distrito de Taquaral.